# Skyclad
Skyclad es un grupo musical de heavy metal británico formado en el año 1990 por el guitarrista Steve Ramsey, el bajista Graeme English y el cantante Martin Walkyier, cuando la banda en la que compartían formación (Sabbat) se disolvió. Su heavy metal con toques folk acabó derivando en un nuevo estilo de heavy metal: el folk metal.
Durante la década de los 90, Skyclad mantuvieron un ritmo de trabajo muy intenso, una media de un disco nuevo cada año, algunos tan míticos como “Jonah's Ark”.
 Ese periodo acabó en el 2001 cuando, por varios motivos, Martin Walkyier abandona la banda. La banda encontró un sustituto en la figura de Kevin Ridley. A partir de entonces, la banda ha tenido un ritmo mucho más pausado.
El nombre "skyclad" proviene del término wiccano para la desnudez ritual.

## Discografía

### Álbumes de estudio
- Wayward Sons of Mother Earth (1991)
- A Burnt Offering for the Bone Idol (1992)
- Jonah's Ark (1993)
- Prince Of The Poverty Line (1994)
- The Silent Whales of Lunar Sea (1995)
- Irrational Anthems (1996)
- Oui Avant-Garde A Chance (1997)
- The Answer Machine? (1997)
- Vintage Whine (1999)
- Folkemon (2000)
- A Semblance of Normality (2004)
- In The… All Together (2009)

### Álbumes recopilatorios y en vivo
- Old Rope (1996) (compilación)
- Poetic Wisdom (2001) (compilación)
- Another Fine Mess (2001) En vivo
- Live at the Dynamo (2002)(Compilación/álbum en vivo)
- History Lessens (2002) (compilación)
- No Daylights... Nor Heel Taps (compilación/regrabación) (2002)

### Singles y EP
- "Tracks from the Wilderness" EP (1992)
- "Thinking Allowed?" Sencillo (1993)
- "Outrageous Fourtunes EP (1998)
- "Classix Shape" EP (1999)
- "Swords of a Thousand Men " Sencillo (2001)
- "Jig-a-Jig EP (2006)